# Graphiurus lorraineus
Graphiurus lorraineus — вид гризунів родини вовчкових (Gliridae). Зустрічається в Камеруні, Демократичній Республіці Конго, Гані, Гвінеї-Бісау, Ліберії, Нігерії, Сьєрра-Леоне, Танзанії та Уганді. Його природні середовища існування — субтропічні або тропічні, вологі низинні ліси, вологі савани та плантації.